# 北海道道399号中顿别停车场线
北海道道399号中顿别停车场线（日语：北海道道399号中頓別停車場線）是一条位于北海道中頓別町内的普通道级道路（北海道道）。

## 指定区間
- 起点：北海道枝幸郡中頓別町中頓別（＝宗谷巴士中頓別终端）
- 終点：北海道枝幸郡中頓別町中頓別（＝国道275号交点）
- 总長：0.3千米

## 经过的自治体
- 宗谷综合振兴局
  - 枝幸郡中頓別町

## 主要连接道路
- 中頓別町
  - 国道275号

## 历史
- 1961年3月31日 路線勘定。

## 其他
- 起点在曾经的JR天北线中顿别站前。